# Demonax vethi
Demonax vethi is een keversoort uit de familie van de boktorren (Cerambycidae). De wetenschappelijke naam van de soort werd voor het eerst geldig gepubliceerd in 1884 door Coenraad Ritsema. De soort is genoemd naar dr. H.J. Veth, die ze aan het museum van Leiden schonk. Ze werd ontdekt nabij Solok op Sumatra.